# Divisione Nazionale 1931 (pallacanestro femminile)
Il campionato di Divisione Nazionale femminile FIP 1931 è stato il secondo organizzato in Italia.
È stato indetto il 12 dicembre 1930, in seguito agli accordi tra la Federazione Italiana di Atletica Leggera (rappresentata da Marina Zanetti) e la Federazione Italiana Pallacanestro. La formula prevedeva vari gironi all'italiana su base regionale, che qualificavano ai gironi semifinali Nord e Centro-Sud. La finale, tra le due vincenti, si sarebbe disputata a maggio a Firenze nell'ambito delle Olimpiadi della Grazia. Le iscrizioni si chiusero il 31 dicembre 1930.
La Federazione, inoltre, equiparò i gironi regionali alla Seconda Divisione, i gironi semifinali alla Prima Divisione e la finale alla Divisione Nazionale per ciò che riguardava tasse e ammende.
È stato vinto dalla Ginnastica Triestina, alla seconda affermazione consecutiva.
Dal quotidiano "Il Littoriale" si ricavano i seguenti dettagli
Iscritte:
- G.S. Cotonificio Cantoni (Castellanza)
- S.C. Italia (Milano)
- S.G. Triestina (Trieste)
- A.P. Napoli (squadra A)
- A.P. Napoli (squadra B)
- A.P. Ebe (Napoli)
- S. Giovane Italia (Roma)

Calendario
Inizio il 29 marzo, fine il 3 maggio.

Girone Regionale Campano: A.P. Napoli (squadra A), A.P. Napoli (squadra B), A.P. Ebe (Napoli)
Girone Regionale Lombardo: Cotonificio Cantoni (Castellanza), S.C. Italia (Milano)
Girone Regionale Giuliano: S.G. Triestina (Trieste)
Girone Regionale Laziale: S. Giovane Italia (Roma)
Inizio il 10 maggio, fine il 17 maggio.

Girone Interregionale Sud: vincente Girone Campano, S. Giovane Italia (Roma)
Girone Interregionale Nord: vincente Girone Lombardo, S.G. Triestina (Trieste)
I giorni 29, 30 e 31 maggio, in occasione della Olimpiade della Grazia, a Firenze.

Girone Nazionale: vincente Girone Interregionale Nord, vincente Girone Interregionale Sud

## Risultati
Girone Regionale Lombardo: si qualifica G.S. Cotonificio Cantoni (Castellanza)
Girone Regionale Campano: si qualifica A.P. Napoli (squadra A)
Girone Interregionale Sud: 
Andata, 10 maggio 1931, ore 17:30, a Roma, A.P. Napoli batte S. Giovane Italia (Roma) 28-10 (21-3 alla fine del primo tempo), arbitro Ruzzier di Bologna
Ritorno, 17 maggio 1931, ore 15:00, a Napoli, A.P. Napoli batte S. Giovane Italia (Roma) 20-17 (14-6 alla fine del primo tempo), arbitro Martiradonna di Bari

### Girone Interregionale Nord
| Castellanza maggio 1931 Andata della semifinale | Cotonificio Cantoni | 6 – 2 | S.G. Triestina |  |

| Arbitro: | Scarpa (????) |

| |            |                      |
| Steiner 1-0 7' (t.libero) Steiner 3-2 24' Manfreda 5-2 (s.t.) Steiner 6-2 s.t. (t.libero) Steiner 7-2 s.t. (t.libero) | Punti      | Borsani 2-2 p.t. 12' |
| · Manfreda · Steiner · 21’ Martini · 21’ Polazzo · riserva · Manfreda 21’ · Coselli 21’                               | Formazioni | Borsani Nasuelli     |

| Firenze 30 maggio 1931, ore 18:10 Spareggio | S.G. Triestina | 8 – 7 (-) | Cotonificio Cantoni |  |

## Finale
| Arbitro: | Bourlot (Torino) |

| |            |                                                                             |
| Martini 2-0 3’ Manfredo 4-2 p.t.’ Bidoli 6-2 18’ Martini 8-2 25’ Steiner 12-2 s.t.’ Steiner 14-2 s.t.’ ????? 16-2 34’ ????? 18-2 s.t.’ ????? 20-2 s.t.’ | Punti      | Borgström I 2-2 p.t.’                                                       |
| Manfreda Coselli Novak Martini Bidoli riserva Steiner                                                                                                   | Formazioni | Borgström I Carrara Chiurazzi Kreby Marasco riserva Borgström II Sorrentino |

## Verdetti
- Campione d'Italia:  Ginnastica Triestina

Formazione: Ada Novak, Maria Coselli, Laura Bidoli, Wanda Vida, Silia Martini, Tina Steiner, Edmea Manfreda, Derna Polazzo. Allenatore: Luciano Antonini.